# 阿祖安 (足球員)
阿祖安·聖米基爾·迪卡斯迪路（西班牙語：Adrián San Miguel del Castillo，1987年1月3日—）是一名西班牙足球运动员，司职守門員。現効力贝蒂斯。

## 俱樂部生涯

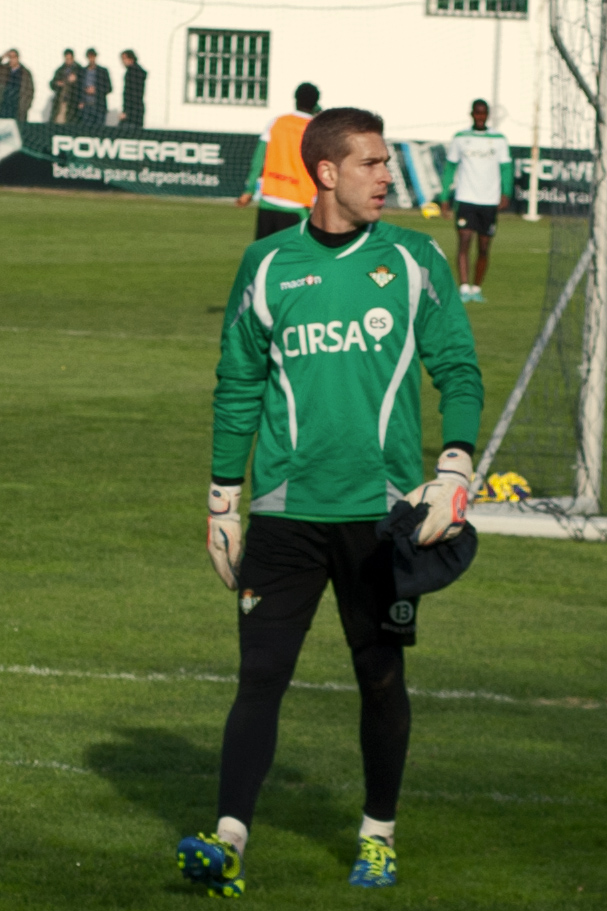
阿祖安於2013年在貝迪斯受訓

### 貝迪斯
阿祖安出生於安達盧西亞的西維爾，他自小在11歲以下隊伍CD Altair司職前鋒或邊鋒，直到10歲時因為當時的門將離開球會，阿祖安才轉踢守門員。後來，他其後加入貝迪斯少年軍，在C隊內渡過兩個賽季，其後五季在預備組效力，當中四個球季在西乙二比賽，但是只是後備門將。他還在2008年被借到阿爾卡拉及在2009年被借到烏特雷拉。
2011-12賽季，他被提升至貝迪斯一隊作為第三門將選擇，而且仍繼續出現在貝迪斯B隊。2011年11月，他的十字韌帶遭受了嚴重傷害因而被迫缺陣五個半月。
阿祖安在2012年9月29日終於首次在西甲亮相，但是該場以0-4作客敗於馬拉加，因為當時正選門將卡斯圖在開賽早段被罰出場，阿祖安取代了在場球員阿格拉，他被評為本場最佳球員。在2012-13賽季，他成為了首席門將，最令人囑目的比賽表現是於2012年11月24日在對陣皇馬時以1-0主場取勝。在首次上陣後他繼續有出色的表現，在其後的31場比賽中，保持了11場沒有失球，並帶領貝迪斯以第七位完成西甲聯賽及取得出席歐霸盃資格。

### 韋斯咸
當韋斯咸領隊艾拿戴斯和守門員教練觀看了阿祖安在貝迪斯出色的表現後，阿祖安被說服加入韋斯咸。2013年6月5日，宣佈阿祖安將於7月1日加盟韋斯咸，簽約為期三年。該英超球會更有權選擇延長該合約多兩個賽季。
阿祖安於2013年8月27日在該賽季的聯賽杯賽事首次為韋斯咸上陣以2-1主場贏了車頓咸。在比賽期間，他因侵犯對方球員是使其获得一個十二碼，被對方射入。他的首場英超聯賽是在2013年12月21日，當日韋斯咸以1-3輸給曼聯。
2014年1月11日阿祖安保持了他的第一場英超不失球，在客場以2：0擊敗卡迪夫城。同年5月6日，他參加了球會的獎項頒獎，並以2014年1月對陣車路士的賽事中救出奧斯卡的撲救榮獲“該賽季最佳撲救”。他還在同一場比賽中獲得了“最佳個人表現”，他保持不失球而互交白卷，以及成為“該賽季的最佳收購球員”;他還被評為當年度最佳韋斯咸球員亞軍，敗於馬克·盧保。到了2013-14賽季，他已經取代了取代了積亞基連倫成為韋斯咸的正選門將
。
在該賽季在2015年1月13日的足總杯第三輪重賽，對陣愛華頓的互射十二碼時，阿祖安救出了尼史密夫的十二碼球。互射十二碼進入突然死亡階段，對方守門員羅夫萊斯的十二碼球擊中門框，儘管有之前從來沒有在正式比賽射入十二碼球，阿祖安非常有信心會入球並贏得該場比賽，他射十二碼球前脫下守門員手套，阿祖安射入最後一輪十二碼球，並為他的球隊以9-8贏了該場比賽。
2015年2月11日，阿祖安在對修咸頓的賽事中因在對手的力壓下於禁區外用手接球而被出示紅牌直接被趕出場，該場賽事雙方互交白卷。雖然韋斯咸在該場賽事被控未能控制自己的球員，但是阿祖安在被逐後的停賽被英國足總取消。韋斯咸亦因此被罰款30000英鎊。

### 利物浦
2019年8月5日，阿祖安以自由身加盟英超球隊利物浦。
2019年8月10日，19-20賽季英超揭幕戰主場對諾域治的比賽中，阿祖安在39分鐘時後備入替受傷的艾利臣，首次代表球隊出戰，並以4-1獲勝。
2019年8月14日，欧洲超级杯比赛上，阿德里安首次代表利物浦首发出场，并于点球大战中扑出切尔西前锋阿巴謙的点球，帮助球队以7-6的总比分夺得冠军。

## 獎項
利物浦
- 歐洲超級盃冠軍：2019
- 國際足聯俱樂部世界杯冠軍：2019[28]
- 英格蘭超級足球聯賽冠軍：2019-20
- 英格蘭聯賽盃冠军：2021–22、2023–24
- 英格兰社区盾冠军：2022

## 外部連結
- Soccerway資料庫：阿祖安
- BDFutbol profile （页面存档备份，存于）
- Futbolme profile （页面存档备份，存于） （西班牙文）